# Catch-all (correo electrónico)
Un Catch-all, en correo electrónico, normalmente hace referencia a un buzón de correo existente en un dominio en el cual se "atrapa todo" (Catch all) los correos que llegan al dominio, siempre que el destinatario del correo no exista en el dominio; en dicho caso, el correo se enviará a esta cuenta por defecto.
- Datos: Q1050482